# Dogali
«Догалі» (італ. Dogali) — бронепалубний крейсер Королівських ВМС Італії кінця XIX століття.

## Історія створення
Крейсер «Догалі» був розроблений кораблебудівником Вільямом Генрі Вайтом (англ. William Henry White) для ВМС Греції. Корабель був закладений 13 лютого 1885 року на верфі Armstrong Whitworth під назвою «Salamis» (за іншими даними, «Salaminia»). Спущений на воду 23 грудня 1885 року. У 1887 році, незадовго до вводу в експлуатацію, корабель був перекуплений Італією. Він отримав назву «Angelo Empo», але згодом був перейменований на «Догалі», на честь битви під Догалі. Крейсер вступив у стрій 28 квітня 1887 року.

## Конструкція
Крейсер «Догалі» був першим бойовим кораблем, який був оснащений паровими машинами потрійного розширення малої потужності (за тогочасною класифікацією, менше 7600 к.с.). На випробуваннях корабель розвинув швидкість 19,66 вузлів. Крім того, він був оснащений косими вітрилами на двох щоглах.
Бронювання становило:  50 мм - палуба , 114 мм - гарматні щити, 50 мм - бойова рубка. 
Озброєння складалось із шести 152-мм гармат L/40, дев'яти 57-мм гармат Готчкісса QF 6 та шести кулеметів Гатлінга. Перед вступом у стрій корабель був доозброєний 75-мм десантною гарматою.
Екіпаж початково складався із 224 чоловік. Поступово його чисельність була доведена до 247 чоловік.

## Історія служби
У 1890 році «Догалі» разом з броненосцем «Лепенто», крейсером «П'ємонте» та декількома міноносцями взяв участь у щорічних маневрах флоту у складі Першого дивізіону італійських ВМС.
У 1893 році «Догалі» разом з крейсерами «Етна» та «Джованні Бозан» представляв Італію на Колумбівській виставці. Наступного року «Догалі» та «Джованні Бозан» вирушили до Ріо-де-Жанейро, де в той час відбувалось бразильське повстання військово-морського флоту, а крейсери Британії, Франції, Німеччини, Іспанії, Італії та Аргентини захищали інтереси своїх країн у регіоні.
1 лютого 1897 року «Догалі» разом із крейсерами «Марко Поло», «Умбрія» та «Лігурія» сформували Дивізіон крейсерів італійського флоту.
У 1906 році корабель пройшов ремонт у США. У 1907 році відвідав місто Капітан-Пастене в Чилі, яке було засноване італійськими іммігрантами.
У 1908 році корабель був проданий Уругваю, де отримав назву «25 de Agosto» («25 серпня») на честь дати проголошення незалежності Уругваю. У 1910 році корабель був перейменований на «Montevideo». За деякими даними, на той час старі торпедні апарати були замінені на нові калібру 457 мм.
У 1914 році корабель був виключений зі складу флоту, але розібраний на метал лише у 1932 році.